# Jakob Eugster (Jurist, 1897)
Jakob Eugster (* 16. Dezember 1897 in Altstätten; † 7. September 1969 in Mörschwil) war ein Schweizer Jurist und Kantonsrat. 
Eugster studierte Rechtswissenschaften in Freiburg und Lausanne und promovierte zum Dr. iur. Von 1921 bis 1924 war er Gerichtsschreiber von Uri. Im Anschluss wurde er ab 1924 als Rechtsanwalt in Altstätten im Kanton St. Gallen tätig. 1933 wurde er Grossrat des Kantons St. Gallen. Von 1939 bis 1963 war Eugster Richter am St. Galler Kantonsgericht. Des Weiteren war er von 1928 bis 1941 Präsident der liechtensteinischen Verwaltungsbeschwerde-Instanz sowie von 1941 bis 1969 Präsident des liechtensteinischen Obergerichts.
1955 gehörte er einem achtköpfigen Komitee an, das die Gründung der Gesellschaft Schweiz-Liechtenstein vorbereitete.